# Mario Donizetti
 (août 2011).
Pour les articles homonymes, voir Donizetti.
Mario Donizetti (né à Bergame le 23 janvier 1932) est un peintre et un essayiste italien.

## Biographie
Mario Donizetti emploie dans son travail des procédés traditionnels comme la détrempe à l'œuf, vernie et estompée, l'encaustique, le pastel à l'encaustique. Fondateur, en 1977, du Centre de recherches techniques de l'Art et, en 2003, du Donizetti Museo Scuola (Musée Donizetti et son école), Donizetti  divulgue ses techniques sur  Internet par le biais de textes rédigés en différentes langues (anglais, français, allemand, espagnol, japonais, chinois) et de cours filmés, doublés en langue anglaise.
Il collabore, par ailleurs, à plusieurs journaux et revues, rédigeant des essais d'esthétique et de diagnostic de la restauration. Et, passionné de musique, il a inventé une « nouvelle méthode d'écriture musicale » qui élimine la portée.
En 1983-1984, les salles de la Pinacothèque Ambrosienne de Milan ont accueilli une importante exposition de ses œuvres.

## Œuvres
- Crucifix au Musée du Trésor de la Basilique au Vatican
- Fresques et retable dans la Basilique historique de Pontida
- Portraits de Costanza, son épouse et modèle
- Portraits de grands personnages dont certains sont publiés en couverture du Time magazine et parmi lesquels on compte celui du pape Jean-Paul II, qui actuellement (en 2011) est visible à la National Portrait Gallery, à Washington
- Portraits d'artistes célèbres appartenant au monde du spectacle comme Marcel Marceau, Jean-Louis Barrault, Edwige Feuillère, Marta Abba, Renzo Ricci, Vittorio Gassman, Rossella Falk, Giorgio Albertazzi, Carla Fracci, Giulia Lazzarini, Valentina Cortese, publiés en couverture des revues Il dramma et Costume
- Portrait d’Indro Montanelli pour L'Europeo
- Portraits de Piero Chiara, Rudolf Noureiev, Biagio Marin, Vittorino Andreoli, Oriana Fallaci
- Portraits de l'évêque Togni pour l'évêché de Lugano et de l'évêque Bonicelli pour l'évêché de Parme
- Portrait d'Aldo Croff pour la collection de tableaux de l'Ospedale Maggiore de Milan
- Portrait de Gianandrea Gavazzeni au musée de La Scala de Milan
- Portrait de Nicolangela Pavan – collection Pavan Manzano-Udine
- Profil de la Galerie d'art moderne d’Udine
- Commedia dell'Arte pour la collection Spajani Gamec
- Charité de la collection Margherita Cassis-Faraone Mautner Markov
- Hommage à Gaetano (bas-relief) au musée de la maison natale de Gaetano Donizetti
- Œuvres de la « Collection Time » à New York
- Œuvres dans des collections privées aux États-Unis, en ex-URSS, au Canada, au Venezuela, en Angleterre, en France
- Œuvres dans les locaux officiels de l’entreprise Costa Croisières.

## Expositions
- Prix Suzzara 1951 et 1952
- Exposition d'art sacré 1952
- Prix Michetti 1953
- Nazionale Arte Sacra – Bologne 1954
- Exposition individuelle galerie Ranzini, Via Brera Milan 1955
- II Quadriennale de Rome 1955
- Biennale Art sacré Angelicum 1957
- Exposition individuelle galerie Ranzini, via Brera 1958
- Biennale Angelicum 1959
- The Picture and the Painter (la peinture et le peintre) Trafalgar Galleries 1960
- Biennale Angelicum 1961
- Museo della scienza e della tecnica 1962
- Museo teatrale della Scala 1963
- Palazzo della Permanente Milan 1964
- Palazzo Reale Milan 1966
- The Royal Summer Exhibition Londres 1966
- Palazzo della Permanente Milan 1967
- Padiglione Arte Contemporanea (Pavillon de l'art contemporain) Milan 1969
- Exposition individuelle galerie Quaglino Turin 1970
- Exposition individuelle galerie Pirra Turin 1973
- Exposition individuelle Leitheimer Schloss Museum Munich 1974
- Exposition individuelle J. H. Bauer Galerie Hanovre 1974
- Exposition rétrospective Pinacoteca Ambrosiana Milan 1983/84
- Exposition rétrospective Museo del Patriarcato (musée du patriarcat) Aquilée 1995
- «75° TIME» National Portrait Gallery – Washington 1998
- Exposition rétrospective Disegni (dessins) Palazzo Sormani Milan 1999
- «Les Sept Péchés Capitaux» Palazzo della Ragione Bergamo 1999
- «75° TIME» National Academy Museum – New York 1999
- «75° TIME» Chicago Historical Society – Illinois 2000
- Librairie Bocca – Galleria Vittorio Emanuele – Milan 2000
- «75° TIME» – Edsel and Eleanor Ford House – Grosse Pointe Shore – Michigam 2000
- Exposition individuelle galerie Schreiber – Brescia 2000
- Exposition individuelle galerie Arsmedia – 2003
- "Donizetti Designer" galerie Arsmedia – 2003
- Quadrato per la ricerca (Carré pour la recherche) GAMEC 2005
- Exposition individuelle – galerie Cappelletti, via Brera, Milan 2007
- Exposition individuelle « Art et philosophie de l'Art », Radici Casa, Bergame 2008

## Essais
- Forme et non forme, Éditions Ranzini, 1958
- Abstraction et représentation, 1959
- « Idéalisme, Croce et nouveau réalisme », Costume no 26/27, 1977
- « La Vierge d’Alzano de Bellini », Costume no 28/29, 1977
- « Les Dommages de la lumière dans les musées », Costume no 30/31, 1978
- « La société de consommation est arrivée dans les musées », Costume no 32/33, 1978
- « Projet pour une proposition de loi », Costume no 34/35, 1979
- « Projet pour la réalisation d'une école d'Art », Costume no 38/39, 1980
- « Dénonciation des résultats négatifs de la critique moderne d'Art », Costume no 40/41, 1980
- « À la suite de la plus récente restauration de la Dernière Cène : Léonard de Vinci autographe ou Léonard et aides ? », Costume no 48/49, 1982
- « Les critiques et l'Art », Europeo no 52, décembre 1991
- « Léonard de Vinci », Europeo no 24, juin 1991
- « L'artiste n'est pas seul », Europeo no 49, décembre 1991
- Pourquoi figuratif, Corponove éd., 1992
- « Mater Intemerata (monologue) », Hystrio no 2, 1995
- Lettre à Parménion, Corponove éd., 1996
- Lettre à Platon, Corponove éd., 1997
- Pourquoi figuratif, IIe Ed. revue et corrigée Arte’ FMR, 1997
- Sujets d'esthétique, Corponove éd., 1999
- Les Péchés capitaux, Corponove éd., 1999
- Lettre à Hegel, Corponove éd., 2000
- Fondements et Sujets d'esthétique pour le Museo-Scuola, 2003
- Leçons de technique artistique (Lessons on Art Technique), Corponove éd., 2005
- Bouchées d'Art, Edizioni Scientifiche Italiane (ESI), 2006
- Lettre à Phyllis, Corponove éd., 2007
- Nouvelle méthode d'écriture musicale, Corponove éd., 2008